# Zorzines orientalis
Zorzines orientalis är en fjärilsart som beskrevs av Inoue 1992. Zorzines orientalis ingår i släktet Zorzines och familjen nattflyn. Inga underarter finns listade i Catalogue of Life.